# Aplidium hyalinum
Aplidium hyalinum is een zakpijpensoort uit de familie van de Polyclinidae. De wetenschappelijke naam van de soort is voor het eerst geldig gepubliceerd in 1956 door Pérès.